# 中南大学湘雅二医院
中南大学湘雅二医院，简称湘雅二院，是位于中國湖南省长沙市人民中路139号的一所三级甲等医院，附属于中南大学，由国家卫生健康委员会管理。其创建于1958年，占地面积约290亩（17万平方米），拥有床位3,630张，是湖南省规模最大的医院。在复旦大学医院管理研究所发布的2022年中国医院排行榜中，中南大学湘雅二医院位列第20名。

## 历史
1956年，经卫生部和湖南省政府批准，中南大学湘雅二医院的前身湖南医学院附属第二医院开始筹建，1958年医院建成并举行开院典礼。1987年，湖南医学院改为湖南医科大学，医院也更名为湖南医科大学附属第二医院。
2000年，湖南医科大学与中南工业大学、长沙铁道学院合并为中南大学，医院更名为中南大学湘雅二医院。

## 现状
中南大学湘雅二医院占地面积约290亩（17万平方米）、业务用房面积50万平方米。截至2024年12月，共有编制床位3,630张，42个临床科室，40个国家临床重点专科，在职职工5,270人，是湖南省规模最大的医院。2024年医院门诊和急诊量共401万人次、出院患者18.96万人次、手术6.89万台次。
在复旦大学医院管理研究所发布的2022年中国医院排行榜中，中南大学湘雅二医院位列第20名。

## 争议事件

### 刘翔峰事件
2022年8月中旬，有网帖指控中南大学湘雅二医院副主任医师刘翔峰存在严重过度医疗等问题。刘翔峰被指在患者沒有腸梗阻時故意将正常肠道切除；其还经常向妇产科等其他科室借用血液抹在身上，欺骗家属说患者大出血，需额外购买止血药；有患者称自己体内并未发现癌细胞，但刘翔峰却直接切除其胰腺和脾。2022年8月18日，湘雅二医院称初步调查发现刘翔峰存在不规范行为，免去其副主任职务。2022年8月25日，长沙市监委称刘翔峰涉嫌严重违法，已介入调查。2024年10月31日，长沙市中级人民法院对刘翔峰数罪并罚判处有期徒刑17年。

### 罗帅宇事件
2024年5月8日，中南大学湘雅二医院研究生罗帅宇在所租住小区坠楼身亡，警方初步认定其为自杀。罗帅宇家属声称恢复其电脑的数据后，发现疑似举报刘翔峰等医务人员非法行为的材料，因此怀疑罗的死亡另有隐情。据媒体报道，罗帅宇家属还称湘雅二医院以支付“劳务报酬”的名义向罗转账40多万元，且在坠亡前一天，罗曾给两名同事发送短信“如果我明天没上班，就把电脑里的文件交给纪委”。2024年8月起，罗帅宇家属向多个政府部门寄送举报材料，随后湖南省卫健委、中南大学、长沙市公安局等部门组成联合调查组展开调查。
2025年6月13日，联合调查组发布情况通报，认定罗帅宇为自杀。通报称罗帅宇电脑数据并未被删除且电脑中未发现家属提到的举报材料；家属所提供的举报材料中的50例器官捐献均合法合规；罗坠亡前向同事发短信为不实信息。